# OGAS
OGAS (Общегосударственная автоматизированная система учёта и обработки информации, „ОГАС”, Obszczegosudarstwiennaja awtomatizirowannaja sistiema uczota i obrabotki informacyi) – radziecki projekt stworzenia ogólnokrajowej sieci informacyjnej. Projekt ten rozpoczął się w 1962 roku, ale w 1970 roku odmówiono mu niezbędnych środków finansowych. Była to jedna z serii prób stworzenia ogólnokrajowej sieci analogicznej do Internetu, które zakończyły się niepowodzeniem.

## Koncept
Głównym architektem OGAS był Wiktor Głuszkow. Poprzednia propozycja stworzenia ogólnokrajowej sieci komputerowej w celu usprawnienia planowania centralnego – projekt Anatolija Kitowa – został odrzucony w 1959 roku z powodu obaw wojskowych, że będą oni zobowiązani do dzielenia się informacjami z planistami cywilnymi.
Głuszkow zaproponował w 1962 roku OGAS jako trójwarstwową sieć z centrum komputerowym w Moskwie, do 200 centrów średniego szczebla w innych dużych miastach oraz do 20 tys. terminali lokalnych w ważnych gospodarczo miejscach, komunikujących się w czasie rzeczywistym z wykorzystaniem istniejącej infrastruktury telefonicznej. Struktura ta umożliwiałaby również komunikację każdego terminalu z każdym innym. Głuszkow zaproponował ponadto wykorzystanie systemu do przejścia Związku Radzieckiego na gospodarkę bez pieniądza, z wykorzystaniem systemu płatności elektronicznych. Projekt nie powiódł się, ponieważ 1 października 1970 roku wniosek Głuszkowa o dofinansowanie został odrzucony. 24. Kongres Partii Komunistycznej w 1971 roku miał zezwolić na realizację planu, ale ostatecznie zatwierdził jedynie rozbudowę lokalnych systemów zarządzania informacją. Głuszkow realizował potem inny plan sieciowy, EGSVT, który również był niedofinansowany i nie został zrealizowany.
Propozycja OGAS spotkała się z niechęcią części liberałów jako nadmierna kontrola centralna, ale nie powiodła się przede wszystkim z powodu biurokratycznych walk: podpadała pod Główny Urząd Statystyczny, co wadziło wewnętrznym konkurentom. Gdy EGSVT zawiodła, kolejną próbę (SOFE) podjął w 1964 roku Nikołaj Fiedorienko, który próbował zbudować sieć informacyjną, która mogłaby być wykorzystana w planowaniu gospodarczym w gospodarce planowej Związku Radzieckiego. Projekt odniósł sukces w skali mikro, ale nie upowszechnił się na szeroką skalę.

## Cybernetyczne planowanie
Począwszy od początku lat 60. Komunistyczna Partia Związku Radzieckiego rozważała odejście od istniejącego stalinowskiego planowania dowodzenia na rzecz rozwoju powiązanego komputerowo systemu alokacji zasobów opartego na zasadach cybernetyki. Rozwój ten był postrzegany jako podstawa do przejścia do optymalnego planowania, które mogłoby stanowić podstawę bardziej rozwiniętej formy gospodarki socjalistycznej opartej na informacyjnej decentralizacji i innowacyjności. Było to postrzegane jako logiczny postęp, biorąc pod uwagę, że system równowagi materialnej był ukierunkowany na szybką industrializację, którą Związek Radziecki osiągnął już w poprzednich dekadach. Jednak na początku lat siedemdziesiątych XX wieku koncepcja wyjścia poza status quo została porzucona przez sowieckich przywódców, którzy uważali, że system ten zagraża partyjnej kontroli nad gospodarką. Na początku lat 70. skończyło się oficjalne zainteresowanie tym systemem.
Pod koniec lat siedemdziesiątych XX wieku „naturalny” rozwój radzieckich komputerów doprowadził do powstania projektu o nazwie Academset, którego celem była budowa ogólnokrajowej światłowodowej i radiowo-satelitarnej sieci cyfrowej, ale przed rozpadem ZSRR faktycznie zrealizowano tylko część leningradzką. Do 1992 r. obsługujące go radzieckie komputery zostały zniszczone, a w 1990 r. ZSRR dzięki staraniom prywatnego przedsiębiorstwa telekomunikacyjnego o nazwie Relcom uzyskała niezależne od państwa globalne połączenie telefoniczne z Internetem do Finlandii.

## Książka
W 2016 r. W Stanach Zjednoczonych ukazała się książka poświęcona OGAS, zatytułowana „How Not to Network a Nation: The Uneasy History of the Soviet Internet”, autorstwa Benjamina Petersa, profesora Uniwersytetu w Tulsie. Profesor z Harvard University Jonathan Zittrain podsumował, że książka „wypełnia ważną lukę w historii Internetu, podkreślając sposoby, w jakie generatywność i otwartość były niezbędne dla innowacji w sieci”. Recenzent książki z MIT napisał: „Radzieckie próby zbudowania krajowej sieci komputerowej zostały cofnięte przez socjalistów, którzy wydawali się zachowywać jak kapitaliści”.